# Gran Muralla de Arena
La Gran Muralla de Arena (en chino: 沙長城; en inglés: Great wall of sand) es el nombre común dado a una serie de proyectos de recuperación de tierras llevada a cabo por el gobierno chino desde 2014 en el Mar de China del Sur, en particular en las islas Paracel y grupos de las islas Spratly con el fin de fortalecer las reivindicaciones territoriales chinas a la región delimitada por la "línea de los nueve puntos" en el conflicto territorial en el mar de la China meridional. 

## Historia

Reclamaciones territoriales en el Mar de la China Meridional. China defiende la llamada "Línea de los nueve puntos" y ha construido numerosas islas artificiales para defender sus intereses.

Han sido creados por el dragado de arena sobre los arrecifes de coral para levantar islas artificiales que luego se concretan para hacer estructuras permanentes, como pistas de aterrizaje. China afirma que la construcción es para "mejorar el funcionamiento y las condiciones de vida de las personas estacionadas en estas islas", y que, "China tiene el objetivo de proporcionar refugio, ayuda en la navegación, pronósticos del tiempo y la asistencia de la pesca a los buques de varios países que pasan a través del mar. 
Analistas de defensa afirman que se trata de una "campaña metódica y bien planificada para crear una cadena de fortalezas en el aire y mar". Estas instalaciones militares  "incluyen paredes en el mar y puertos de aguas profundas, y en particular, incluyen pistas de aterrizaje en el Arrecife Fiery Cross y el Arrecife Johnson Sur. Además de las tensiones geopolíticas, han surgido preocupaciones sobre el impacto ambiental sobre los ecosistemas de arrecifes frágiles por la destrucción del hábitat, la contaminación y la interrupción de las rutas de migración. 
No hay término oficial conocido por los proyectos, la frase "gran muralla de arena" fue utilizado por primera vez por Harry Harris en marzo de 2015, entonces comandante de la Flota del Pacífico de Estados Unidos. De acuerdo con Harris, a principios de 2015 más de 4 kilómetros cuadrados (1,5 millas cuadradas) de nuevas tierras ha sido creada. El gobierno vietnamita también está llevando a cabo operaciones similares.